# Provincia di Davao Oriental
Davao Oriental è una provincia delle Filippine situata nella regione di Davao, sull'isola di Mindanao. Il suo capoluogo è Mati.

## Geografia fisica
La provincia di Davao Oriental è posta nel settore sud-orientale dell'isola di Mindanao, nella regione di Davao. Confina a nord con le province di Agusan del Sur e Surigao del Sur, ad ovest con Davao de Oro, mentre ad est ha un lungo tratto di costa sul Mare delle Filippine, che è parte dell'Oceano Pacifico, e a sud-ovest si affaccia sul golfo di Davao.
In questa provincia si trova il punto più orientale di tutte le Filippine, il Pusan Point.

## Geografia antropica

### Suddivisioni amministrative
La provincia di Davao Oriental comprende 11 municipalità:
- Baganga
- Banaybanay
- Boston
- Caraga
- Cateel
- Governor Generoso
- Lupon
- Manay
- Mati
- San Isidro
- Tarragona

## Economia
L'economia è basata essenzialmente sull'agricoltura e il prodotto tipico è rappresentato dalle noci di cocco.
Molto importanti anche la pesca, l'attività estrattiva e il turismo.